# Ciutat Aeroportuària
Ciutat Aeroportuària – planowana stacja metra w Barcelonie, na linii 2 i 9, w Barcelonie.